# Логор Бањица
Логор Бањица био је највећи немачки концентрациони логор на подручју окупиране Србије (1941—1944). 
Немачке окупаторске власти наредиле су, у јуну 1941, српској квислиншкој управи да формира концентрациони логор у Београду. За смештај логора било је потребно одабрати одговарајући објекат, па је комисија, у саставу од једног гестаповца, Миодрага-Мике Ђорђевића, помоћника управника града Београда и инж. Милана Јањушевића, директора Техничке документације Управе града – одлучила да за логор највише одговара касарна 18. Пешадијског пука, на Бањици.
Логор је био у функцији од јула 1941. до октобра 1944. у бившој касарни Југословенске војске. Имао је двојну, немачко-квислиншку управу, али је био под немачком командом. Логор је имао две секције у којој је једна била у надлежности Специјалне полиције, док је други део био у надлежности Гестапоа. Први затвореници доведени су 9. маја 1941. и затвореници били су Јевреји и Роми, а од 1941. када је Београд проглашен за Јуденфрај углавном противници Недићевог режима, већином заробљени четници, присталице Драже Михаиловића, те партизани и српски комунисти. Бањички логор представљао је по својој организацији затвор, који је служио за прихватање заточеника из Србије, који би касније били стрељани у одмаздама. Многи затвореници из Бањице били су пребачени у друге концентрационе и радне логоре које су Немци држали под својом контролом у окупираној Европи. Кроз овај логор за време читаве окупације прошло је најмање 23.697 људи, а од тог броја пар хиљада је стрељано на стратишту у Јајинцима. Тачан број жртава никада неће бити познат због тога што је много документације било уништено 1943. године, а и многа тела која су била покопана на подручју логора била су пребачена на друга места или су била уништена приликом повлачења.
Утврђен је за споменик културе 1984. године.

## Оснивање логора
Било је потребно створити један велики затворски простор где би били довођени убеђени противници Немачког Рајха као и сви они који нису подржавали Комесарску управу Милана Аћимовића. Немачке окупаторске власти наредиле су, у јуну 1941, српској квислиншкој управи да формира концентрациони логор у Београду. За смештај логора било је потребно одабрати одговарајући објекат, па је комисија, у саставу од једног гестаповца, Миодрага-Мике Ђорђевића, помоћника управника града Београда и инж. Милана Јањушевића, директора Техничке документације Управе града – одлучила да за логор највише одговара касарна 18. пешадијског пука, на Бањици у данашњој Улици Вељка Лукића Курјака бр. 33.
По уласку Совјетског Савеза у рат на страни антифашистичке коалиције и почетка првих диверзантских акција партизана у Србији, стварање концентрационог простора у окупираном Београду било је само питање дана. Званично, Бањички логор је оформљен 5. јула 1941. Формалну одлуку о стварању логора донели су немачки командант града Београда и заповедник Гестапоа у окупираној Србији, а спровео ју је у дело тадашњи помоћник министра унутрашњих послова Драгомир Јовановић. За логорашки простор Немци су одабрали бивши војну зграду 18. пешадијског пука „Краљица Марија“ на Бањици. Логор Бањица је образован по узору на немачке концентрационе логоре, а за управника је постављен Светозар Вујковић, полицијски комесар. Први заточеници из унутрашњости Србије приспели су у логор 9. јула 1941.
Бањички логор се по формирању почео дограђивати. Најпре су испражњени војни магацини на спрату и просторије су претворене у логорашке собе. У дворишту је подигнута висока стражарска кула, ископани су темељи за подизање зида, а такође су адаптиране и просторије у сутерену.
Бањица је у почетку била логор само за Београд. Међутим, војно-управни командант Србије Хајнрих Данкелман, да би трупе на терену растеретио затвореника, наредио је 21. августа да трупе све затворенике шаљу у концентрациони логор у Београду. Тиме је Бањица изгубила месно значење и није била више потчињена фелдкомандантури у Београду него Управном штабу војноуправног команданта са називом „концентрациони логор Србије Београд“. Управни штаб је добио задатак да регулише преузимање логора и да у управу укључи представнике Зихерхајтсполицаја и Зихерхајтсдинста.

## Управа логора
Командант логора на Бањици био је немачки поручник Вили Фридрих, док је дужност управника логора вршио Светозар Вујковић. Логор је званично био у надлежност Управе града Београда, па су тако у логорској управи били заступљени већином српски цивилни органи који су вршили разне административне послове. Заменик управника логора је био Радован Чарапић, а помоћник команданта логора Петер Кригер. Стражу и обезбеђење логора давали су војници српске жандармерије, а касније Српске државне страже и Српског добровољачког корпуса.

Званичног бањичког лекара је давао Гестапо и ту дужност је све до расформирања логора вршио СС мајор др Херберт Јунг, док су у логорашкој амбуланти и стационару радили углавном бањички таоци који су се пре рата бавили лекарском струком. Поред Јунга, дужности логорских лекара су вршили и др Велизар Пијаде (затворен као Јевреј), др Жарко Фогараш (затворен као присталица НОП-а) и др Љубодраг Стефановић (затворен као присталица ДМ). Једино је др Фогараш преживео логор.

## Распоред по собама
У разним периодима постојања Бањичког логора поједине собе су имале различиту намену. У прве две окупационе године њихов карактер се често мењао. Најпре су биле мешовите, са заточеницима различито одмерених кривица, да би се затим у већину соба налазили осуђеници на смрт који су чекали стрељање.
У логору су биле заступљене и женске собе у којима су довођени политички кривци или таоци по женској линији. Како се логор све више и више пунио, ово правило је било занемаривано па су се тако женске и мушке собе спајале и постајале колективне собе логораша.
Распоред бањичких соба изгледао је овако:
Приземље
- Соба бр.3 - соба где су били затварани партизани и присталице НОП-а
- Соба бр.4 - соба смрти за све политичке осуђенике.
- Соба бр.6 - соба где су били затварани Јевреји.
- Соба бр.7 - соба где су били затварани четници и присталице Равногорског покрета.
- Соба бр.8 - соба где су били затварани политички кривци по линији НОП-а.
- Соба бр.9 - женска соба талаца које су биле затваране као присталице Драже Михаиловића (супруге четничких команданата и истакнутих политичких или војних личности у Равногорском покрету).
- Соба бр.10 - соба где су затваране присталице Равногорског покрета.
- Соба бр.11 - соба за смештај логорских стражара.
- Соба бр.12 - заједничка соба где су затваране присталице НОП-а и Равногорског покрета. Од септембра 1943. искључиво соба присталица Равногорског покрета.
- Соба бр.13- женска соба. Од марта 1943. соба у којој су били затварани кривци Специјалне полиције.
- Соба бр.14 - канцеларија управника логора.
- Соба бр.16 - соба где су затваране Јеврејке.
- Соба бр.17 - соба где су затварани кривци Гестапоа. Од априла 1944. соба присталица Равногорског покрета.
- Соба бр.24 - соба за пролазне затворенике који су чекали транспорт у интернацију или неки други логор.
- Соба бр.25 - соба у којој су затварани криминалци и преступници.
- Соба бр.35 - соба у којој су затварани интелектуалци (доктори наука, магистри и научници)
- Соба бр.36 - соба у којој су затварани интелектуалци (доктори наука, магистри и научници)

Први спрат
- Соба бр.37 - соба у којој су затварани интелектуалци (доктори наука, магистри и научници)
- Соба бр.38 - женска соба смрти. Од 1943. соба присталица Равногорског покрета, а затим мешовита партизанско-четничка соба.
- Соба бр.56 - соба која је претворена у логорску амбуланту и стационар.
- Соба бр.62 - соба у којој су затваране присталице Равногорског покрета.
- Соба бр.64 - соба у којој су затваране присталице Равногорског покрета.
- Соба бр.65 - соба у којој су затварани осуђеници на временске казне „Роковци“.
- Соба бр.66 - друга соба смрти. У њој су затварани политички и војни осуђеници на смрт Специјалне полиције и Гестапоа који су чекали на стрељање.
- Соба бр.67 - соба у којој су затварани логораши са нерешеним статусом, односно они над којима је у логору примењиван иследни поступак.
- Соба бр.68 - соба за пролазне затворенике који су чекали транспорт у интернацију или неки други логор.
- Соба бр.85 - колективна женска соба.
- Соба бр.86 - соба у којој су били затварани логораши предвиђени за интернацију.
- Соба бр.87 - соба у којој су затварани осуђеници који нису испоручивали жито окупаторима „Дирисовци“
- Соба бр.88 - соба у којој су затварани осуђеници који нису испоручивали жито окупаторима „Дирисовци“
- Соба бр.89 - соба у којој су затваране Јеврејке.
- Соба бр.90 - колективна женска соба.

## Категорија логораша
У почетку категоризација логораша није вршена. За време устанка у Србији 1941. године, у логор су довођени партизани, присталице НОП-а, комунистички функционери, Јевреји, Роми, националисти (они који су били са четницима) и таоци.
У првим годинама окупације, у логору су се као посебна категорија налазили „криминалци“ и „преступници“, односно лица која су још у Краљевини Југославији издржавали затворску казну због преступа. Они су били ликвидирани до марта 1942. године. У последњој години окупације довођени су и странци које су чинили ухваћени амерички, енглески или совјетски војници, заробљени Италијани или Немци који су одбили више да служе Великом Рајху. Већина странаца је из логора интернирана у Немачку, Француску, Аустрију и другим земљама, а један мали број је стрељан.
Прва званична категоризација логораша извршена је у септембру 1942. године када је уведена нова категорија затвореника-присталица Драже Михаиловића, док су се они раније називали националистима. 
У исто време, извршена је подела кривица логораша. Тако су најтежи кривци сврстани у I категорију логораша, мање криви у II категорију, а они без доказа у III категорију. Уобичајена пракса је била стрељање првокатегораца, али у случају недостатка талаца, узимани су и кривци из друге и треће категорије. Таква пракса је настављена све до расформирања логора.

## Бекства из логора
Иако је Бањички логор важио као један од најбоље чуваних и најбоље обезбеђених концентрационих логора, за време окупације успело је 5 логораша да прокрчи себи пут у слободу. Прво бекство је забележено у јануару 1943. када је Милка Минић, супруга високог партијског секретара КПЈ Милоша Минића успела да се извуче из логора. Друго веће бекство забележено је октобра 1943. Из логора су побегли капетан ЈВуО Нешко Недић, резервни потпуковник Илија Орељ, студент Никола Пашић млађи и још један затворски чувар. Било је и случаја бежања бањичких логораша и за време извођења радова на Дунаву, у Обреновцу и Панчеву.

## Однос присталица Равногорског покрета и НОП-а у логору
У логору на Бањици било је велики број људи који је био заточен по линији НОП-а и Равногорског покрета. У колективним собама је долазило некада до физичког разрачунавања једних и других. Четнички затвореници су критиковали колектив партизанских заточеника, док су ови, с друге стране, критиковали њихово јунаштво, њихову Владу у емиграцији, краља и Дражу Михаиловића. У једном таквом физичком разрачунавању присталице НОП-а су убиле капетана Радована Стојановића, после чега су четнички логораши напали партизанске и изазвали велико крвопролиће. Други случај се догодио после изненадне смрти логорског доктора Љубодрага Стефановића, када су четници оптужили партизанске лекаре да су му намерно дали смртоносну инјекцију. Узавреле страсти су донекле смиривали најобразованији логораши међу оба табора. На инсистирање адвоката Стефана Ђелинеа (партизана) и адвоката Александра Трифунца (четника) крајем априла 1944. престале су овакве појаве јер је свима било јасно да се налазе у истој позицији. Четници су предложили партизанима да заједнички освоје амбуланту и управу чим дође до повлачења Немаца, али су партизани овај предлог одбили. Ускоро је највећи број логораша био одведен у интернацију и овај план је пропао. С друге стране, забележени су и примери хуманости и једних и других. Партизански борац је после много одбијања пристао да прими део оброка који му је нудио вођа ЈУРАО Богдан Милутиновић, адвокат Владимир Радичевић је пред одвођење на стрељање поздравио партизанске логораше у колективној соби и руковао се са сваким, железнички службеник Боривоје Радоњић је на излазу из логора дао своју железничку капу партизанском политкомесару како би се сакрио од управника логора итд. У време постојања логора забележено је неколико заједничких стрељања присталица НОП-а и Равногорског покрета.

## Расформирање логора
Логор на Бањици је распуштен у октобру 1944. Тада су се Београду приближавали војници Црвене армије и НОВЈ-а. Логорска архива била је спаљена и једино су захваљујући заменику управника логора Радовану Чарапићу остале недирнуте поједине бањичке књиге логораша које се и данас чувају у архиву града Београда. Чарапић је најпре пустио на слободу ухапшенике који су доведени из Гестапоа, а затим је дао објаве о пуштању свих заточеника који су се налазили у логору. Последњи заточеник је напустио логорску капију 5. октобра 1944. Тај дан се узима као дан када је логор на Бањици био распуштен.

## Ликвидације логораша
Ликвидација заточених лица су најчешће вршили припадници СС-одреда. Од новембра 1942. лица одређена за стрељање су одвођена у посебну особу. Прозивање лица одређених за стрељање вршио је управник логора Вујковић обично увече. У почетку је жртве бирао одока, а од 1942. одвођење лица на стрељање је вршено по списковима која су састављали Гестапо и Специјална полиција. Логораши су убијани у кругу логора, али најчешће ван логора. Рано ујутро би по њих долазио камион који би их везане жицом по двоје-троје водио на стратиште. Од 15. јула 1941. до 6. новембра 1943. стрељања су се обављала на стрелишту у Јајинцима. Од јесени 1943. стрељања су вршена на Централном гробљу, а од 27. јула 1944. до 1. октобра 1944. на Јеврејском гробљу.
Прво масовно стрељање логораша се десило 17. децембра када је на Јајинцима убијено 160 особа, међу којима су били Вукица Митровић и Милош Матијевић. За шест дана марта 1942, на Јајинцима је стрељано 328 особа, а 6. маја 228. Највише људи стрељаних у једном дану било је 323 1. октобра 1943.

## Коначни показатељи Бањичког логора
Према сачуваним бањичким књигама логораша, кроз овај логор је за време окупације прошло тачно 23.288 логораша, од којих је стрељано њих 3.849. Међутим, то је према непотпуним бањичким књигама које су сачуване, док је према стварним показатељима кроз логор прошло близу 250.000 људи и за одмазду стрељано њих 30.000.
Велики број осуђеника није ни увођењем у бањичке књиге већ је директно вођен у Јајинце. Кроз логор је прошао и велики број логораша са Старог Сајмишта, од којих је највише било Јевреја. Они су били транспортовани на Бањицу као попуна квоте која се морала испунити за одмазду, а такође и због интернирања.
Стрељања и вешања логораша вршена су и у самом логору. Почетком 1942. постављен је грудобран у дворишту логора који је коришћен за стрељања, а било је случајева убиства из чисте обести.
Затворенике је највише слала немачка СС и полиција, Управа града Београда, Предстојништва и Среска начелства. Из Бањичког логора су стрељани Јевреји, Роми, партизани, присталице НОП-а, четници, присталице Равногорског покрета, странци, криминалци и преступници. Правилан редослед је тешко одредити, јер недостају битна документа.
Према бањичким сачуваним књигама овако изгледа структура стрељаних:
| Занимање           | Број стрељаних |
| ------------------ | -------------- |
| Земљорадници       | 1.414          |
| Занатлије          | 631            |
| Радници            | 305            |
| Студенти           | 71             |
| Ученици            | 125            |
| Чиновници          | 383            |
| Војна лица         | 125            |
| Свештена лица      | 15             |
| Правници           | 45             |
| Лекари             | 18             |
| Инжењери           | 33             |
| Професори          | 12             |
| Трговци            | 208            |
| Слободне професије | 202            |
| Домаћице           | 226            |
| Без занимања       | 36             |
| УКУПНО             | 3.849          |

## Музеј Бањичког логора
Данас је Бањички логор претворен у Музеј Бањичког логора. Некадашња соба смрти је претворена у спомен-собу са изложеним стварима и предметима који су некада припадали логорашима.
Скупштина града Београда поставила је 1969. године поводом 25-годишњице ослобођења града, спомен-обележје испред зграде бившег концентрационог логора на Бањици. Спомен –обележје је рад вајара Коље Милуновића, а стихови који су уписани Светозара Требјешанина. Том приликом је Музеј града отворио Спомен –собу у једном од објеката бившег логора.